# 地方社会保険事務局
地方社会保険事務局（ちほうしゃかいほけんじむきょく）は、平成21年12月31日限りで廃止された社会保険庁が設置していた地方支分部局。都道府県ごとに1か所が設置されていた。所管していた業務の大半は日本年金機構のブロック本部が承継したが、全国健康保険協会が承継したものも一部あり、また、行政事務は地方厚生局に移管された。

## 概要
社会保険庁発足以前から、政府管掌健康保険、船員保険、厚生年金保険、国民年金の各事業の実施に関する事務並びに保険医療機関、健康保険組合等の指導監督に関する事務は、都道府県において機関委任事務として実施されていた。
平成12年4月の地方分権一括法施行に伴い、上記事務は国の直接執行事務とされたことにより、各都道府県庁においてこれら事務を実施してきた保険および国民年金に関する部課を国の組織に受け入れる際の受皿組織として、地方社会保険事務局が設置された。
平成20年10月の全国健康保険協会発足、平成22年1月の日本年金機構発足により、地方社会保険事務局が実施してきた事務は両法人に移管し、また行政事務は厚生労働省の地方支分部局たる地方厚生局に移管して、地方社会保険事務局は平成21年12月31日限りで廃止された。

## 沿革
- 2000年（平成12年）4月1日 - 地方社会保険事務局を設置。
- 2001年（平成13年）1月6日 - 地方厚生局の設置に伴い、地方社会保険事務局が所管してきた健康保険組合、厚生年金基金、国民年金基金の指導監督に関する事務は地方厚生局に移管。
- 2008年（平成20年）10月1日 - 全国健康保険協会設立に伴い、政府管掌健康保険事業の実施に関する事務が分離されたことに伴い、保険医療機関、保険薬局、社会保険診療報酬支払基金の指導監督に関する事務は地方厚生局に移管。
- 2009年（平成21年）12月31日 - 社会保険庁の廃止に伴い、地方社会保険事務局は廃止。
  - 厚生年金保険、国民年金に関する事務は日本年金機構の各ブロック本部に移管。船員保険に関する事務は全国健康保険協会に移管。社会保険労務士に関する事務、社会保険審査に関する事務などの行政事務は地方厚生局に移管。

## 地方社会保険事務局一覧
廃止された地方社会保険事務局と改組移行後の日本年金機構ブロック本部との対比は次のとおり。
◎を付したのはブロック本部の母体となった地方社会保険事務局を指す。※を付したのは同じく母体となった地方社会保険事務局であるが、庁舎は移転した場合を指す。
| 地方社会保険事務局 | 改組後の 日本年金機構 ブロック本部 | 所管の 地方厚生局 |
| --- | ---------------------------------- | ----------------- |
| 北海道社会保険事務局（※） | 北海道ブロック本部                 | 北海道厚生局      |
| 青森社会保険事務局 岩手社会保険事務局 宮城社会保険事務局（◎） 秋田社会保険事務局 山形社会保険事務局 福島社会保険事務局                                         | 東北ブロック本部                   | 東北厚生局        |
| 茨城社会保険事務局 栃木社会保険事務局 群馬社会保険事務局 埼玉社会保険事務局（◎） 新潟社会保険事務局 長野社会保険事務局                                         | 北関東・信越ブロック本部           | 関東信越厚生局    |
| 千葉社会保険事務局 東京社会保険事務局（◎） 神奈川社会保険事務局 山梨社会保険事務局                                                                             | 南関東ブロック本部                 | 関東信越厚生局    |
| 富山社会保険事務局 石川社会保険事務局 岐阜社会保険事務局 静岡社会保険事務局 愛知社会保険事務局（※） 三重社会保険事務局                                         | 中部ブロック本部                   | 東海北陸厚生局    |
| 福井社会保険事務局 滋賀社会保険事務局 京都社会保険事務局 大阪社会保険事務局（◎） 兵庫社会保険事務局 奈良社会保険事務局 和歌山社会保険事務局                    | 近畿ブロック本部                   | 近畿厚生局        |
| 鳥取社会保険事務局 島根社会保険事務局 岡山社会保険事務局 広島社会保険事務局（※） 山口社会保険事務局                                                            | 中国ブロック本部                   | 中国四国厚生局    |
| 徳島社会保険事務局 香川社会保険事務局（◎） 愛媛社会保険事務局 高知社会保険事務局                                                                               | 四国ブロック本部                   | 四国厚生支局      |
| 福岡社会保険事務局（※） 佐賀社会保険事務局 長崎社会保険事務局 熊本社会保険事務局 大分社会保険事務局 宮崎社会保険事務局 鹿児島社会保険事務局 沖縄社会保険事務局 | 九州ブロック本部                   | 九州厚生局        |

## 組織構成
全国健康保険協会への業務分離以前（平成20年9月まで）
- 東京社会保険事務局および大阪社会保険事務局
  - 局長のもとに総務部（3課）、保険部（東京=3課、大阪=2課）、年金部（東京=3課、大阪=2課）
- 東京・大阪以外の社会保険事務局
  - 局長のもとに次長1人、総務課、保険課、年金課

全国健康保険協会への業務分離以降（平成20年10月以降）
- 東京社会保険事務局および大阪社会保険事務局
  - 局長のもとに総務部（3課）、運営部（東京=4課、大阪=2課）
- 東京・大阪以外の社会保険事務局
  - 局長のもとに次長1人、総務課、運営課